# ماسک (فیلم ۱۹۸۵)
ماسک (انگلیسی: Mask) فیلمی در ژانر زندگینامه‌ای فیلمی به کارگردانی پیتر بوگدانوویچ محصول سال ۱۹۸۵ است. فیلم سرگذشت روی دنیس، پسری که بر اثر یک بیماری نادر صورتش نابود شده‌است، را روایت می‌کند.